# Liste der Traisenbrücken in St. Pölten

Die Traisenbrücken in St. Pölten und die wichtigsten über sie führenden Verkehrswege.

Die Liste der Traisenbrücken in St. Pölten gibt einen Überblick über die Brücken über die Traisen auf dem Stadtgebiet von St. Pölten. Im Stadtgebiet queren 18 Brücken den Fluss; neben fünf Fußgängerbrücken und drei für Eisenbahnen existieren zehn Straßenbrücken.

## Geschichte

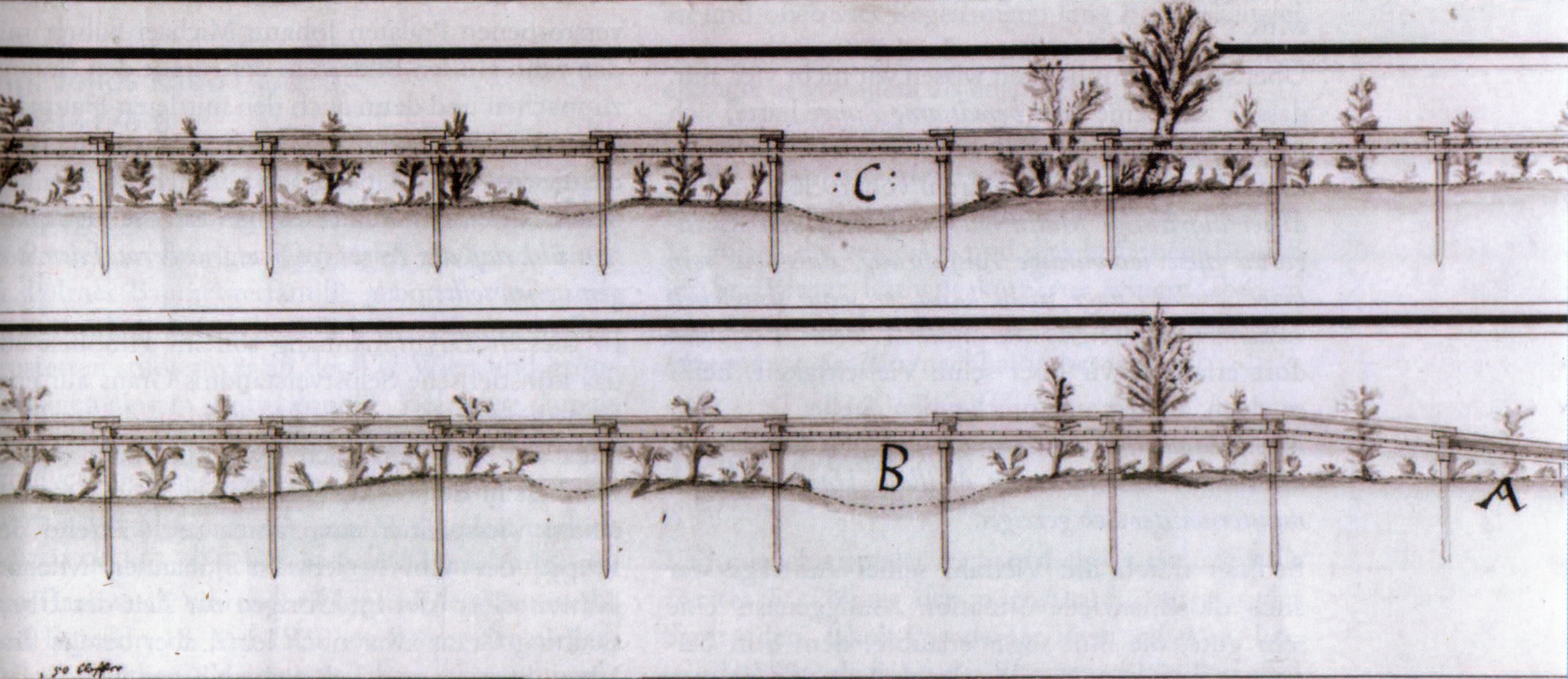
Plan für die Traisenbrücke von 1731

Die erste auf dem heutigen Stadtgebiet errichtete Brücke über die Traisen war ein vor 1657 gebauter Steg an der Stelle der heutigen Traisenbrücke Wienerstraße. Vor dieser Brücke war die einzige Querungsmöglichkeit die Nutzung der zahlreichen Furten. Diese Brücke war auch die erste, die 1731 für Fuhrwerke fahrbar gemacht wurde. Nachdem ein Entwurf von Jakob Prandtauer nicht verwirklicht wurde, führte Joseph Munggenast den Bau aus. Die nächsten Bauten folgten im 19. Jahrhundert: Zwischen den damals noch nicht eingemeindeten Orten Harland und Spratzern sowie St. Georgen am Steinfelde und Ochsenburg wurden Brücken errichtet. 1848 war die Verkehrsfreigabe der ersten Brücke der Kaiserin Elisabeth-Bahn, der heutigen Westbahn. Eine größere Zahl an neuen Brücken oder Brückensanierungen brachte die Traisenregulierung zwischen 1905 und 1913 mit sich. Neben der neuen Radlbrunner Brücke zwischen Radlberg und Pottenbrunn wurden die Brücken an der Wienerstraße und der Harlanderstraße ersetzt.
Die bestehenden Brücken wurden allesamt im 20. oder 21. Jahrhundert errichtet.
Neue Traisenbrücken sind in Planung oder Gespräch, unter anderem als Verbindung von Spratzern als Verlängerung Landsbergerstraße und Stattersdorf.

## Legende
Die Liste ist standardmäßig flussabwärts, also in Süd-Nord-Reihenfolge geordnet und enthält folgende Angaben:
- Name: Name der Brücke, kursiv geschriebene Zeilen sind veraltete oder nicht offizielle Namen.
- Lage: Geografische Lage der Brücke.
- Art: Klassifikation der Brücke nach ihrer Funktion. Es wird unterschieden zwischen Eisenbahn-, Fußgänger- und Straßenbrücke.
- Straße/Bahnstrecke: Über die Brücke führende Straße oder Bahnstrecke. Bei der Angabe von zwei Straßennamen ändert sich der Name auf der Brücke. Höherrangige Straßen (Autobahnen, Schnellstraßen, Bundesstraßen und Landesstraßen) sind mit ihrer Nummer angegeben.
- Fertigstellung: Jahr der Fertigstellung der letzten Brücke am Standort. Bei nicht fertiggestellten Brücken ist das geplante Fertigstellungsjahr angegeben.
- Bemerkungen: Anmerkungen zur Entstehungsgeschichte, zu etwaigen Vorgängerbauten und den Stadtteilen, in denen sich die Brücke befindet.
- Bild: Ein Foto der Brücke

## Liste
| Name                                                 | Lage                                        | Art             | Straße / Bahnstrecke                                        | Fertig- stellung | Bemerkungen | Bild                            |
| ---------------------------------------------------- | ------------------------------------------- | --------------- | ----------------------------------------------------------- | ---------------- | --- | ------------------------------- |
| Ochsenburger Brücke                                  | !548.1316405515.6310995 48.13164 15.631099  | Straßenbrücke   | L5102 (Ochsenburger Straße / Wilhelmsburger Straße)         | 1974             | Bis zum Neubau 1974 befand sich seit zumindest 1892 eine Holzbrücke an gleicher Stelle. Die Stahlbetonbrücke verbindet die Stadtteile St. Georgen und Ochsenburg. | Die Ochsenburger Brücke         |
| Brücke Windpassing                                   | !548.1454045515.6399025 48.145404 15.639902 | Straßenbrücke   | kein Straßenname                                            | 2006             | Eine zuvor bestehende Brücke musste nach einem Hochwasser 1997 abgetragen werden. Die Brücke besteht aus Stahl und Holz und befindet sich im Stadtteil Harland. | Die Brücke Windpassing          |
| Altmannsdorfer Brücke                                | !548.1532535515.6352835 48.153253 15.635283 | Straßenbrücke   | Schrammgasse                                                |                  | Die Stahlbetonbrücke verbindet die Stadtteile St. Georgen und Harland. Im Jahr 2000 wurde die westseitige Tragwerkshälfte saniert, 2019 wurden der Beton am ostseitigen Widerlager und die Tragwerksisolierung erneuert. | Die Altmannsdorfer Brücke       |
| Harlander Brücke                                     | !548.1731735515.6296505 48.173173 15.62965  | Straßenbrücke   | L5106 (Harlander Straße)                                    | 1973             | Zuvor bestand bis 1911 eine Holzbrücke an dieser Stelle, die 1912 im Zuge der Traisenregulierung durch eine Betonbrücke ersetzt wurde. Diese wiederum wich 1973 der heutigen Brücke. Die Stahlbetonbrücke verbindet die Stadtteile Spratzern und Harland. | Die Harlander Brücke            |
| Autobahnbrücke (Objekt A1.063)                       | !548.1763715515.6314745 48.176371 15.631474 | Straßenbrücke   | A1 (West Autobahn)                                          | 1958             | Der Bau der Strecke wurde als Teil des Reichsautobahnnetzes bereits 1938 begonnen, jedoch kurz nach Kriegsbeginn wieder eingestellt. Erst 1954 wurde an der Stahlbetonbrücke weitergebaut, die Brückenruine konnte jedoch nicht mehr weitergenutzt werden. | Die Autobahnbrücke              |
| Güterzugumfahrung (Objekt GU 08.753)                 | !548.1767685515.6315285 48.176768 15.631528 | Eisenbahnbrücke | Güterzugumfahrung St. Pölten                                | 2017             | Der Bau der Güterzugumfahrung hatte bereits 2000 begonnen, wurde jedoch nach Fertigstellung einiger Brücken 2001 eingestellt. Seit 2009 wurde unter dem Namen Lückenschluss St. Pölten–Loosdorf an der Stahlbetonbrücke weitergebaut, die Verkehrsfreigabe erfolgte 2017. | Die Brücke Güterzugumfahrung    |
| Lions-Steg / Stattersdorfer Steg                     | !548.1890515515.6333525 48.189051 15.633352 | Fußgängerbrücke | Leinpaumgasse                                               | 2011             | An dieser Stelle besteht seit 1948 ein Steg, der ursprüngliche Bau war eine Holzbrücke auf Stahlbetonstehern. Die letzte, 1967 eröffnete, Brücke wurde aufgrund baulicher Mängel von August 2010 bis Mai 2011 ersetzt und danach auf Lions-Steg umbenannt. Die Brücke aus Stahl und Beton verbindet die Stadtteile St. Pölten und Stattersdorf. | Der Stattersdorfer Steg         |
| Julius-Raab-Brücke                                   | !548.1984915515.6342805 48.198491 15.63428  | Straßenbrücke   | B1a (Wiener Straße, Abzw. St. Pölten, Niederösterreichring) | 1992             | Die Brücke wurde 1991, vor dem Baubeginn des Regierungsviertels, begonnen um durch den Baustellenverkehr die bestehenden Straßen möglichst wenig zu belasten. Die Stahlbetonbrücke verbindet die Stadtteile St. Pölten und Stattersdorf. | Die Julius-Raab-Brücke          |
| Rotary-Steg / Landhaussteg                           | !548.2005405515.6344255 48.20054 15.634425  | Fußgängerbrücke | Professor-Roland-Rainer-Weg                                 | 1995             | Die Brücke wurde im Zuge des Baus des Regierungsviertels errichtet, heute verbindet sie die Rainersiedlung mit dem Landhaus. Die Stahlbetonbrücke verbindet die Stadtteile St. Pölten und Wagram und wurde 2017 anlässlich des 60-Jahr-Jubiläums des St. Pöltner Rotary Clubs in Rotary-Steg umbenannt. | Der Landhaussteg                |
| Traisenbrücke Wienerstraße, Wienerbrücke             | !548.2039625515.6349185 48.203962 15.634918 | Straßenbrücke   | B1 (Wiener Straße)                                          | 1953             | An der Stelle der Brücke befand sich die erste Traisenbrücke der Stadt, ein Steg bestand seit mindestens 1647. 1731 wurde die erste von Wagen benutzbare Brücke durch Joseph Munggenast aus Holz gebaut. Im Zuge der Traisenregulierung wird die Holzbrücke mit einer Stahlbrücke ersetzt. Obwohl die Brücke die Kriege nahezu unbeschadet überstand wurde sie 1953 durch eine neue Brücke ersetzt, 1998 wurde sie Generalsaniert. Die Stahlbetonbrücke verbindet die Stadtteile St. Pölten und Wagram. | Die Traisenbrücke Wienerstraße  |
| Traisenbrücke Kerntangente Nord, Willi Gruber-Brücke | !548.2066025515.6362855 48.206602 15.636285 | Straßenbrücke   | Willi Gruber-Straße                                         | 2016             | Die seit 2012 geplante Brücke wurde im Zuge der Kerntangente Nord Ende 2016 eröffnet, sie ist 153 m lang und 14 m breit. Sie wurde mit dem Ziel errichtet, die Brücken um das Regierungsviertel zu entlasten. Die Stahlbetonbrücke verbindet die Stadtteile St. Pölten und Wagram und liegt zwischen Traisenbrücke Wienerstraße und den Westbahnbrücken. | Traisenbrücke Kerntangente Nord |
| Westbahnbrücke (Hochleistungsstrecke)                | !548.2076745515.6371045 48.207674 15.637104 | Eisenbahnbrücke | Westbahn – Hochleistungsstrecke (Streckennr. 130 01)        | 2005             | Die Brücke würde von 2003 bis 2005 im Zuge des vierspurigen Ausbaus der Westbahnstrecke errichtet, sie ist direkt an die Westbahnbrücke angebaut und bildet eine optische Einheit mit ihr. |                                 |
| Westbahnbrücke                                       | !548.2075565515.6370345 48.207556 15.637034 | Eisenbahnbrücke | Westbahn (Streckennr. 101 01)                               | 1990             | Die erste Eisenbahnbrücke an dieser Stelle wurde 1858 im Zuge des Westbahnbaus errichtet. Diese wird 1945 von den abziehenden deutschen Truppen, wohl aufgrund des Nerobefehls, gesprengt und nach Kriegsende neu aufgebaut. Von 1987 bis 1990 wurde die Brücke gegen die heutige Stahlbetonbrücke ersetzt. 2003 bis 2005 wurde die Westbahnstrecke vierspurig ausgebaut und dabei die Brücke saniert.                                                                                                  | Die Westbahnbrücke              |
| Blumenwegbrücke / Traisensteg Wagram                 | !548.2081805515.6378045 48.20818 15.637804  | Fußgängerbrücke | Blumenweg / Zum Steg                                        | vor 1991         | Die Straße Zum Steg wurde 1991 nach der Blumenwegbrücke beziehungsweise dem Traisensteg Wagram benannt. Die Stahlbetonbrücke verbindet die Stadtteile St. Pölten und Wagram | Der Traisensteg Wagram          |
| Kiwanis-Steg / Glanzstoff-Steg                       | !548.2175675515.6450365 48.217567 15.645036 | Fußgängerbrücke | kein Straßenname                                            | 2008             | 1947 wurde ein an dieser Stelle bestehender Notübergang durch eine Holzbrücke ersetzt, die 1965 durch einen Stahlbetonsteg ersetzt wurde. 2007 bis 2008 wurde dessen Stelle eine neue Stahlbetonbrücke errichtet, sie verbindet die Stadtteile Viehofen und Wagram. Der Steg wurde 2017 in Kiwanis-Steg umbenannt. | Der Glanzstoff-Steg             |
| Nordbrücke / Schärf-Brücke                           | !548.2189865515.6456635 48.218986 15.645663 | Straßenbrücke   | L5036 (Dr.-Adolf-Schärf-Straße)                             | 1989             | Die Brücke wurde 1989 als Teil der Nordumfahrung zur Entlastung der Traisenbrücke Wienerstraße errichtet. Vor der Eröffnung der Brücke wurde ein Namenswettbewerb in den Lokalmedien ausgerufen. Der heute offiziell verwendete Name Nordbrücke erreichte dabei den ersten Platz vor Schärf-Brücke und Hippolytbrücke. Die Stahlbetonbrücke verbindet die Stadtteile Viehofen und Wagram. | Die Nordbrücke                  |
| Round-Table-Steg / Seenbrücke                        | !548.2236045515.6519665 48.223604 15.651966 | Fußgängerbrücke | kein Straßenname                                            | 2006             | Die Brücke wurde als Fußgängerverbindung im Naherholungsgebiet zwischen den Viehofner Seen und dem Ratzersdorfer See errichtet. Die Brücke aus Holz und Stahl verbindet die Stadtteile Viehofen und Ratzersdorf und wurde 2015 zum 50-jährigem Jubiläum des St. Pöltner Round-Table-Vereins in Round-Table-Steg umbenannt. | Die Seenbrücke                  |
| S33-Brücke (Objekt S33.08)                           | !548.2450975515.6836925 48.245097 15.683692 | Straßenbrücke   | S33 (Kremser Schnellstraße)                                 | 1983             | Die Stahlbetonbrücke wurde im Zuge des Baus der Kremser Schnellstraße errichtet, 2010 wurde sie generalsaniert. | Die S33-Brücke                  |
| Radlbrunner Brücke                                   | !548.2462545515.6880805 48.246254 15.68808  | Straßenbrücke   | L5073 (Weichselbaumstraße)                                  | 1995             | Die ursprüngliche Brücke an dieser Stelle wurde 1909 im Zuge der Traisenregulierung aus Holz errichtet und 1931 grundlegend renoviert. Die Holzbrücke wurde im Zweiten Weltkrieg zerstört und 1948 als Betonbrücke neu gebaut, diese wiederum 1995 durch den heutigen Bau ersetzt. Die Stahlbetonbrücke verbindet die Stadtteile Radlberg und Pottenbrunn, woraus sich auch der Name herleitet. | Die Radlbrunner Brücke          |